# Cerámica subsahariana

Culturas africanas

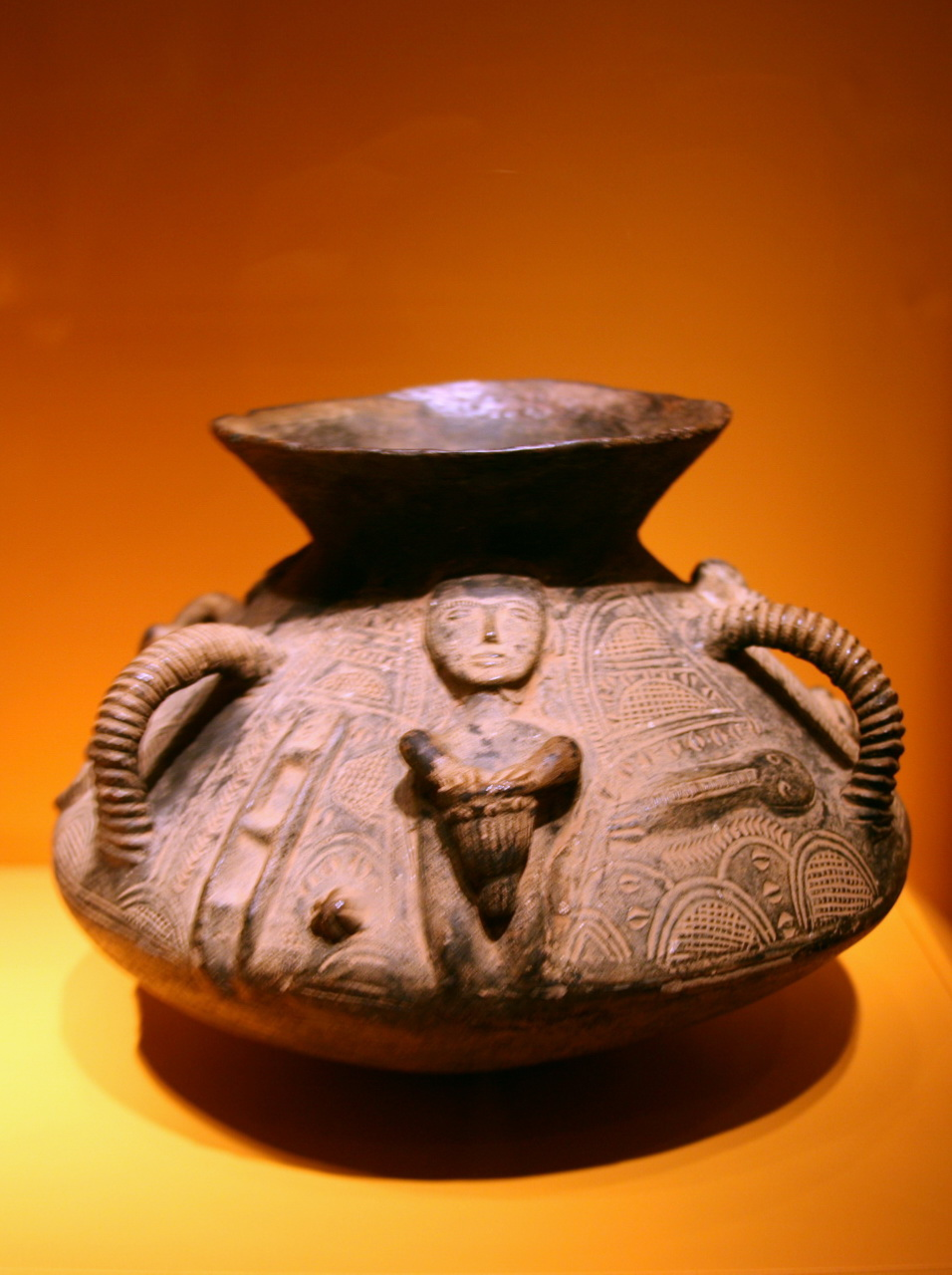
Vasija funeraria del atribuida a la etnia Efik del Calabar (Nigeria)

Existen evidencias de la cerámica africana en el continente con una antigüedad de más de 8000 años a j.c.  Como en el yacimiento de Hasi Uenzga Rabat, Marruecos, en el Rif oriental, donde recientemente se han encontrado los que se consideran como los restos de cerámica más antiguos conocidos del Magreb. Datan de unos 9 mil años a.J, en el neolítico. Este descubrimiento está desarrollado por un grupo de arqueólogos del Instituto Nacional marroquí de Ciencias Arqueológicas y del Patrimonio (INSAP), y del Instituto Arqueológico Alemán. o las excavaciones en Iwo Eleru, en el estado de Ondo, Nigeria, que también ronda dicha antigüedad

## Cultura
La cerámica común y el trabajo de la tierra es tradicionalmente asumido por las mujeres, aunque el concepto de "mujer", puede variar en las culturas africanas, así, una mujer con la menopausia, puede asumir en su obra otros conceptos que los meros utilitarios, pasando a elaborar objetos figurativos, en esta etapa se consideran como el paso de mujer al de los "hombres". Los "hombres" suelen realizar la cerámica ceremonial y figurativa, recientemente con la entrada y el uso del café, en muchos pueblos esta tarea ha sido asumida por los "hombres".
Sus formas y sus funciones varían de la vajilla corriente a las jarras funerarias o a los recipientes destinados a conservar el agua, el aceite o los cereales. Se asocia estrechamente a la vida corriente de las poblaciones.
Se encuentra también las figuras o estatuillas votivas o rituales, dando ritmo a los pasos de la existencia: el nacimiento, la iniciación, el matrimonio y la muerte. Se encuentra una extensa gama de objetos, largos tubos dotados con hornos de tierra cocida que están incluidos en el arte de tribunal y asumen la función de objetos de culto a los pesos de redes de pescadores.
Debido a la cantidad de combustible necesario en la cocción de las piezas, se agrupan los ceramistas en asociaciones (tons). Las quemas se realizan normalmente de forma grupal.

## Materiales y técnicas

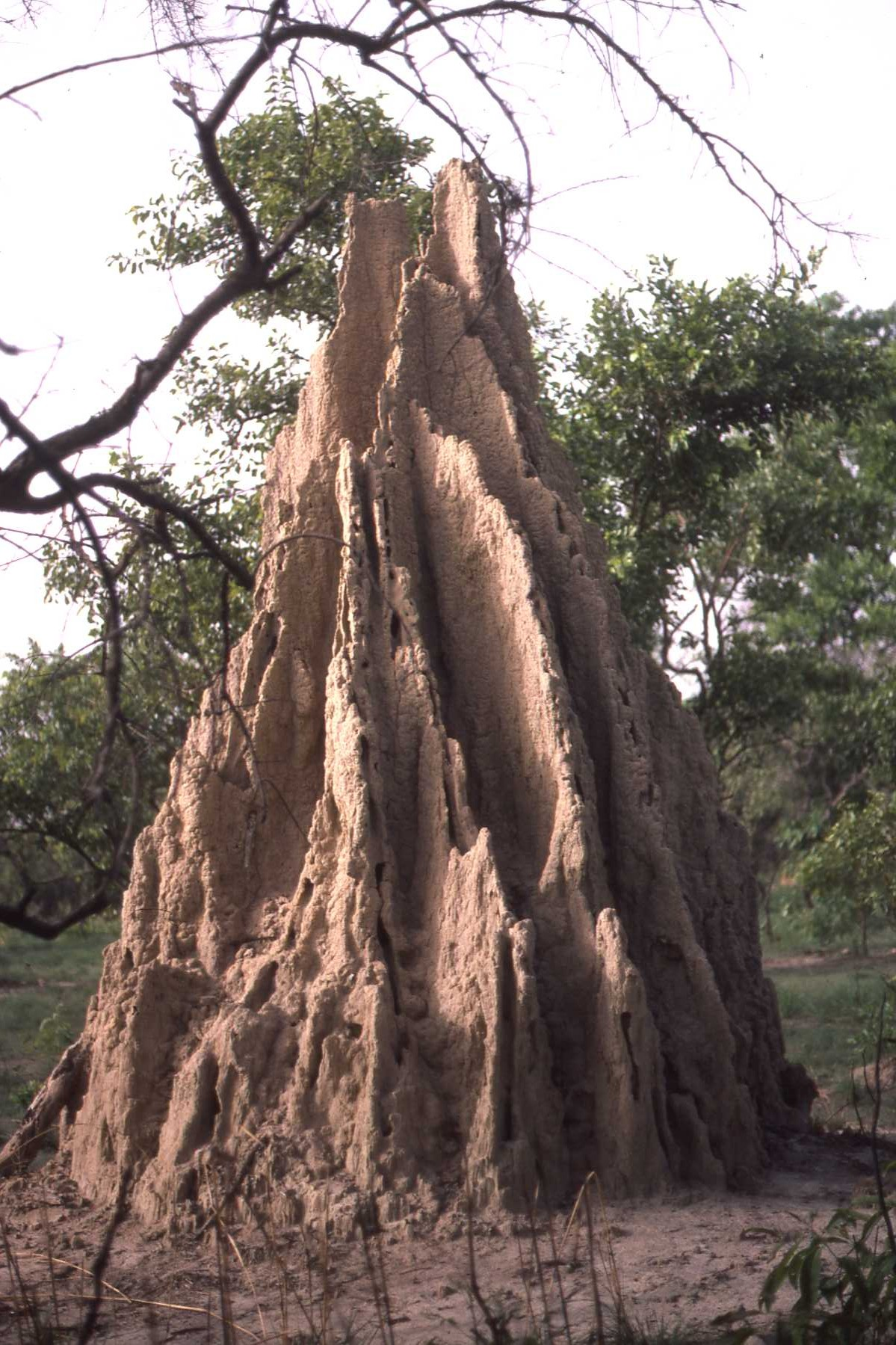
Termitero al norte de Costa de Marfil

La primera fuente de material arcilloso procede de las charcas, cenagales y curso de agua. Esta arcilla natural es corregida por incorporación de materiales desgrasantes de origen mineral o vegetal. Esta pasta de base, bastante heterogénea, sólo permite producir piezas con paredes gruesas. La técnica utilizada es la de los colombines o del modelado en una forma convexa (cesta que deja frecuentemente sobre las jarras la impresión de su textura trenzada).
Otra fuente de materiales arcillosos procede de las canteras pero es frecuente que se exploten los termiteros abandonados. En ese caso el material más apreciado está en el centro del termitero. La arcilla tratada por las termitas es a la vez especialmente fina y también naturalmente enriquecida de aditivos que aseguran una buena contracción y una cocción homogénea a las piezas de cerámica. Esta arcilla, sacada a gran profundidad, machacada y mezclada por las termitas, puede combinarse con otras arcillas o chamota, fragmentos cerámicos cocidos y machacados.
La utilización de los termiteros como fuente de material de cerámica se encuentra en la República Centroafricana (Babinga), Costa de Marfil (Baoulé et Bété), Zaire (Bangala, Uélé), Tanzania, Senegal (Bassari), y Angola (Va-nyaneka).

Como técnica y variedad en la historia, cabe destacar en época del imperio romano la elaboración de la terra sigillata africana.
En Sudán y Senegal, se usan excrementos como materia orgánica añadida a la arcilla, este aporte de fibras vegetales puede apreciarse tras la cocción por los huecos que dejan.

### Tratamientos superficiales

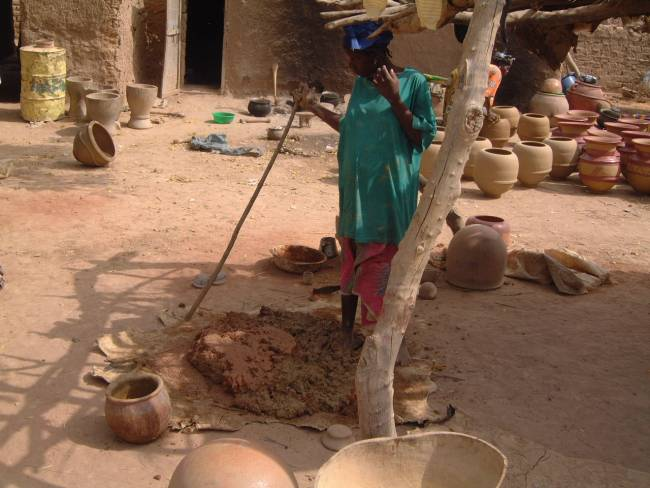
Amasado de la arcilla

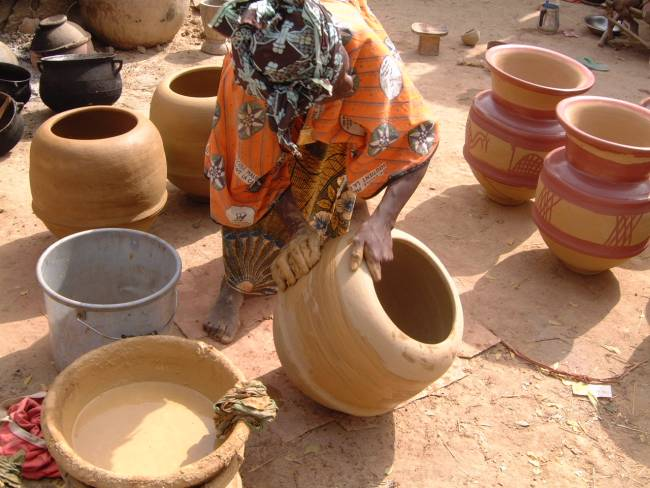
Engobe y decoración final

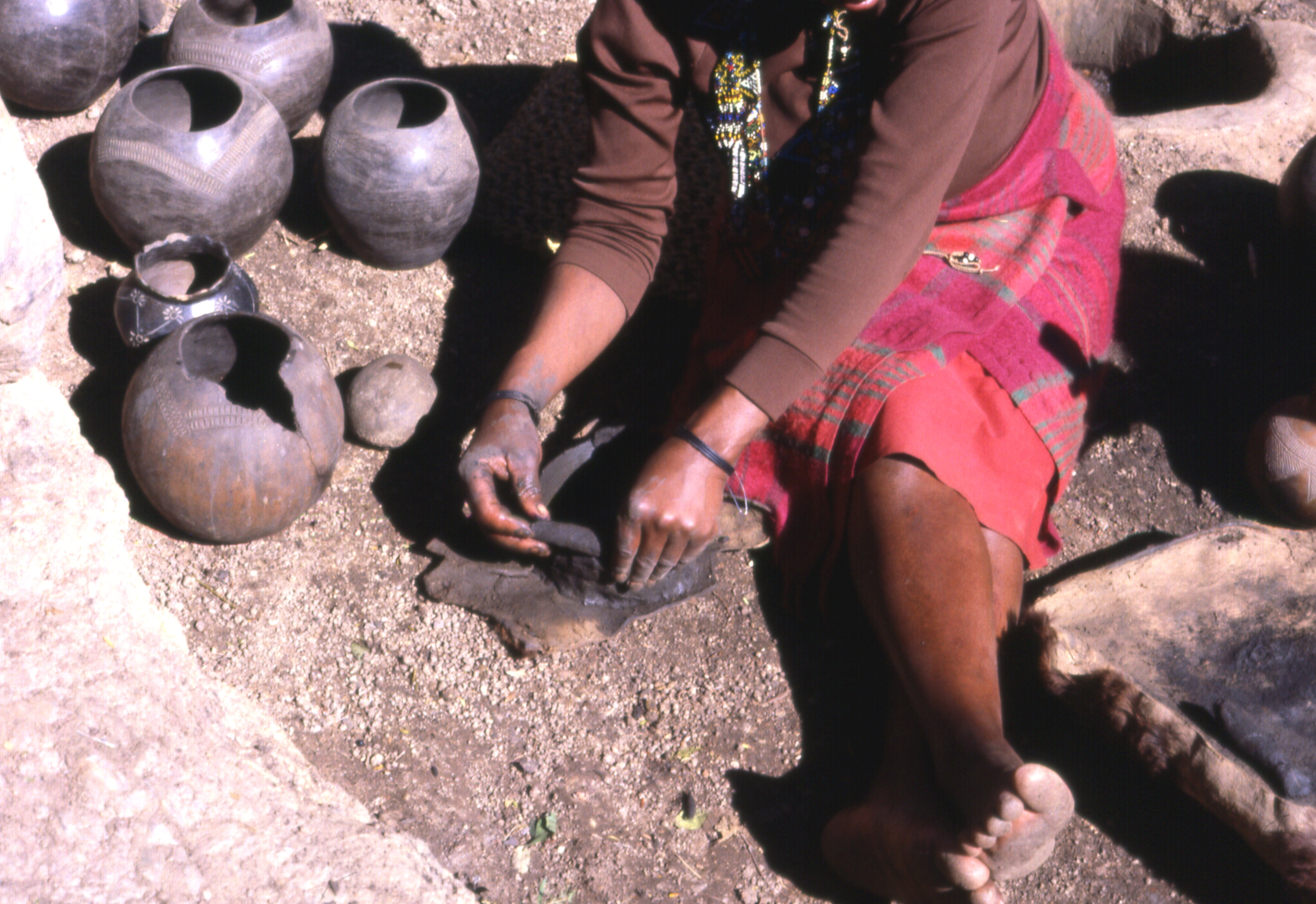
Mujer zulú, amasando los colombines con hollín

Como regla general el uso de esmalte se ve reducido al ámbito mediterráneo, prácticamente a la cultura árabe. En la subsahariana se limita a una serie de tratamientos aplicados en la superficie después de la cocción. Es de uso común el bruñido como trabajo final en las piezas así como el uso de derivados del hierro para obtener pigmentos que permiten una variada coloración.

### Uso de tratamientos superficiales post cocción
1. En el poblado de Kpalada, del pueblo Tem-Kotokoli, en Togo, se usa la decocción de la corteza de la bridelia ferruginea.[10]
2. En Etiopía se fabrica una sustancia con barro quemado –con frecuencia procedente de antiguas vasijas que se pulverizan en un mortero–, agua, paja y la corteza de un árbol, igualmente pulverizada, denominado dilt’sen.[9]
3. El acabado en negro que proporciona la adhesión del hollín en una pieza cerámica es parecido al de la reducción, la diferencia radica en que este solo afecta a la parte superficial de la pieza, además de que no está integrado totalmente en la matriz vítrea. Este efecto algunas tribus en África, como los suazis y zulúes, lo reproducen mezclado con una sustancia grasa animal o bien con pulpa vegetal, siendo después bruñidas. Se puede usar también como pigmento en dibujos lineales.[11]
4. Usando grafito, como tratamiento superficial, se obtienen unos acabados metálicos muy llamativos. Esta técnica, habitual entre los buganda de Uganda, se complementa con mantequilla de cacahuete, y se aplica exclusivamente a piezas para la realeza. La misma técnica se usa como contraste en Zimbabue y Sudáfrica.[11]
5. En la cultura bereber o cerámica cabileña, del norte de África se suele usar un pigmento obtenido del lentisco.[12]
6. También está registrado el uso de la mica como tratamiento superficial.[13]

### Decoración
Normalmente la cerámica africana presenta decoraciones específicas en función de su uso; las más elaboradas, y con valor ceremonial, son las que van destinadas a la fabricación de cerveza. Pueden diferenciarse varios tipos:
- Para uso corriente: en general poco decorados, terminados con engobes, y cocción reductora en una cama de materia vegetal. El "canari", jarra pequeña de forma esférica , es la forma más común.

- Piezas con decoración escarificada: su superficie con incisiones de motivos geométricos recuerda los dibujos rituales en la cara y cuerpos. Crean estos motivos de diversas formas.

- Piezas de cerámica figurativa: en su mayoría vasijas esféricas con tapas esculpidas con motivos zoomorfos (etnia Tikar, de Camerún) o antropomorfos (pueblo Mangbetu, de la República Democrática del Congo).[14]

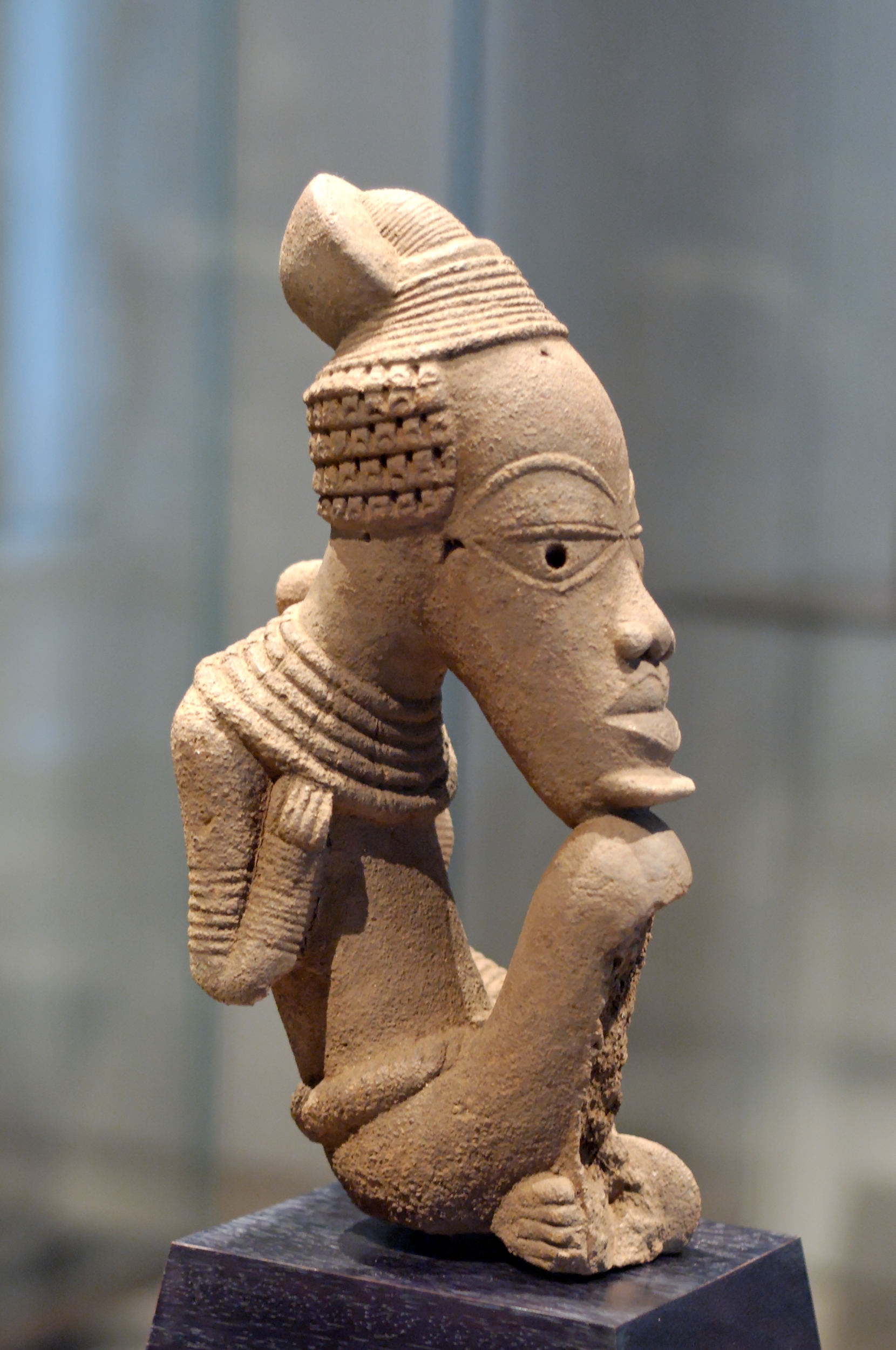
Terracota de la civilización Nok

- Estatuas y figuras: piezas antropomorfas o zoomorfas bien representadas en la cultura Nok, que pueden alcanzar una altura considerable (120cm). Esto y el espesor uniforme de las paredes de las piezas son signos de una cocción homogénea que hablan de la experiencia de los ceramistas Nok. Como en la mayoría de las figuras africanas, la cabeza está sobredimensionada en relación con el cuerpo.

- Huellas de cuerdas: decoración hecha con una cuerda que se hace girar con la palma de la mano extendida sobre la pared de la vasija.

### Cocción

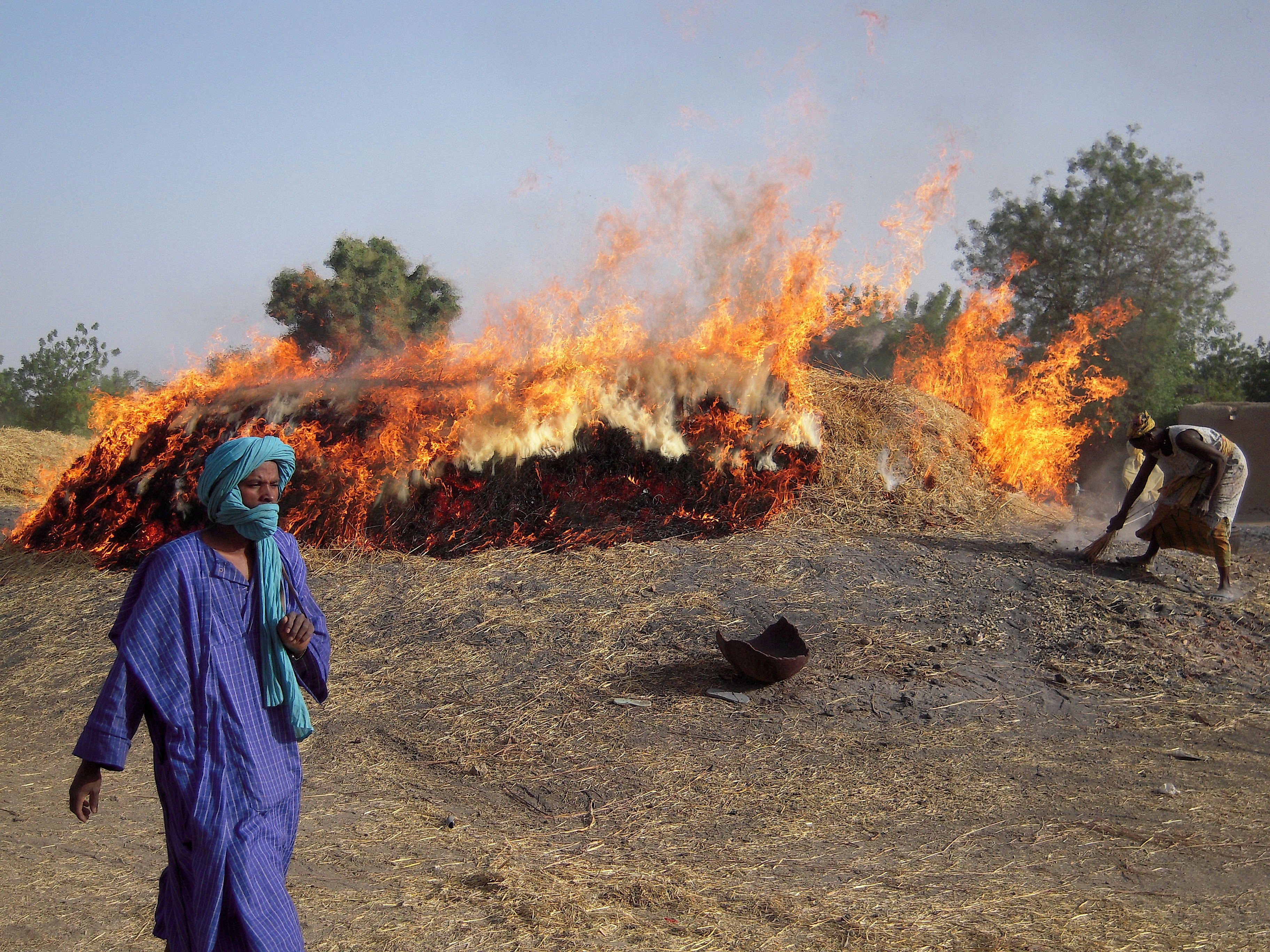
Cochura colectiva en Kalabougou, Mali.

Las piezas se cuecen generalmente en a cielo abierto, sin horno, en un hoyo cubierto de ramas. Las superficies están raramente esmaltadas pero pueden recibir un engobe antes de la cocción. Las piezas son acarreadas por las mujeres y niñas, que se encargan generalmente de la cocción.

El tipo de cocción determina la propia característica de las piezas, la temperatura más alta alcanza como mucho hacia los 800 °C, dependiendo del lugar en que esté situada la pieza dentro del fuego. La gran porosidad que se obtiene con este método permite, por una parte, que los líquidos que se depositen en ellas "respiren", evaporándose parte del líquido, con lo que se obtiene un líquido fresco, y sobre todo una buena respuesta al choque térmico. Se puede decir que es una cerámica adaptada totalmente a las necesidades del entorno.

## Galería

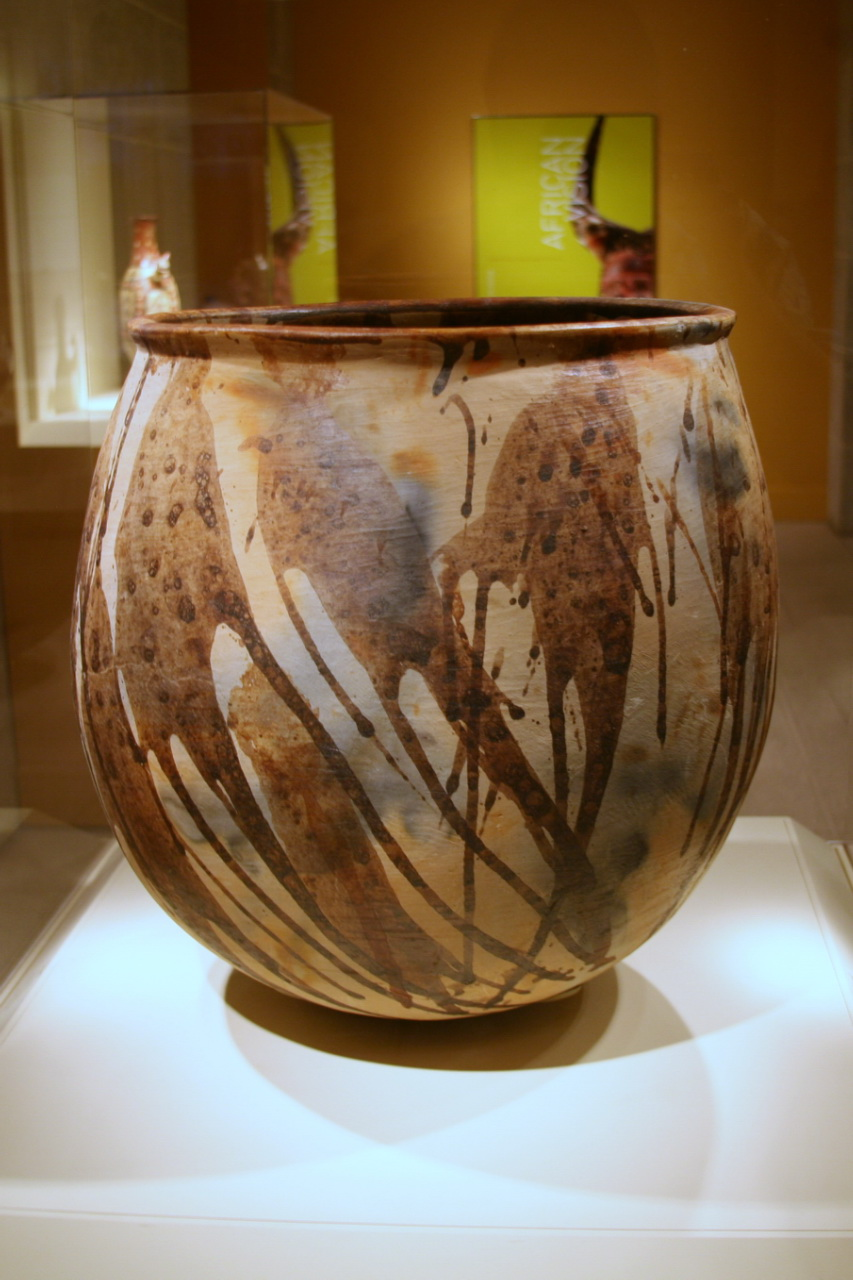
Cerámica Chewa. Obtenida arrojando decocción vegetal inmediatamente después de la cocción, Museo Nacional de Arte Africano (Washington).
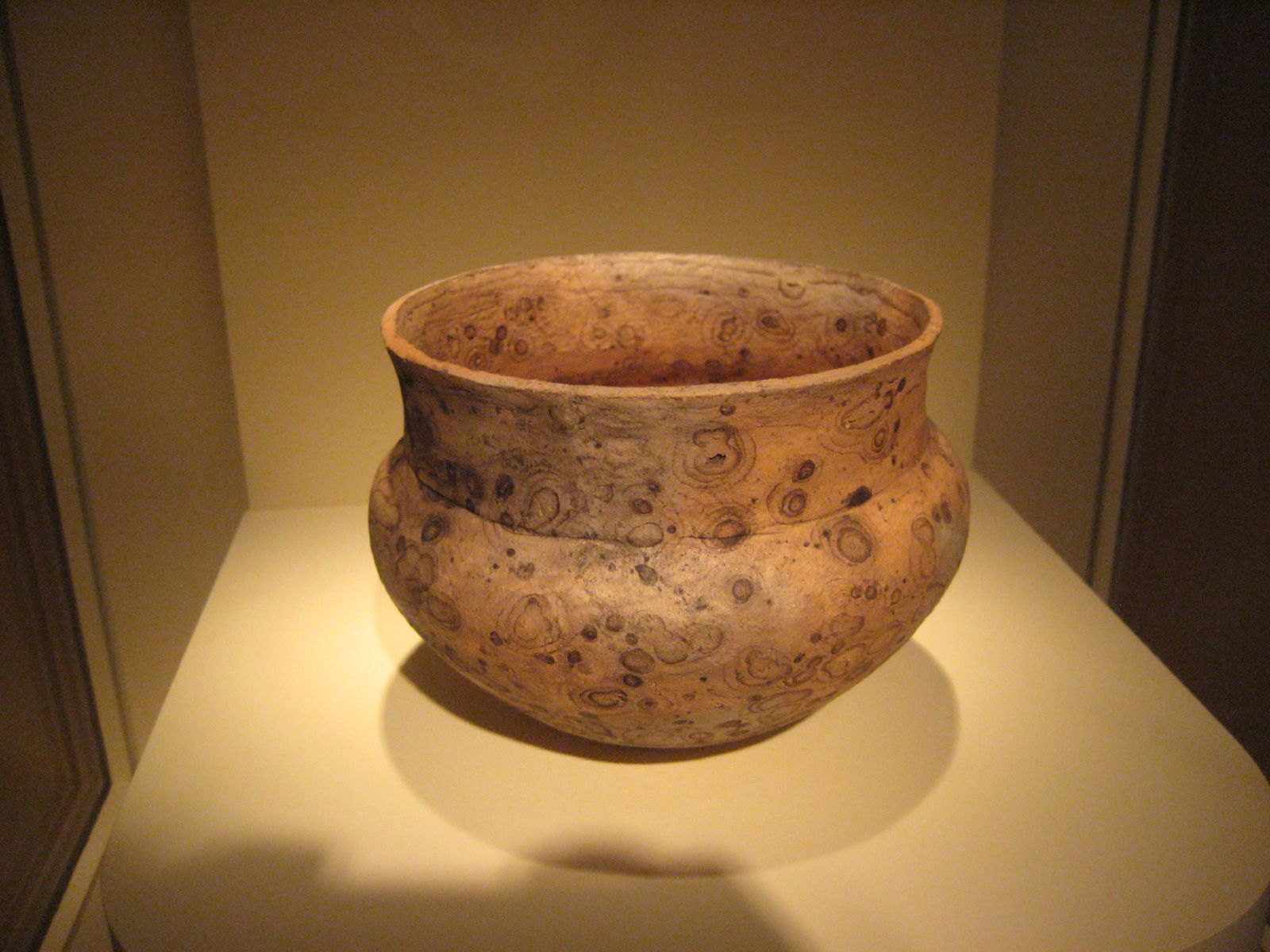
República del Congo (siglos XIX - XX)
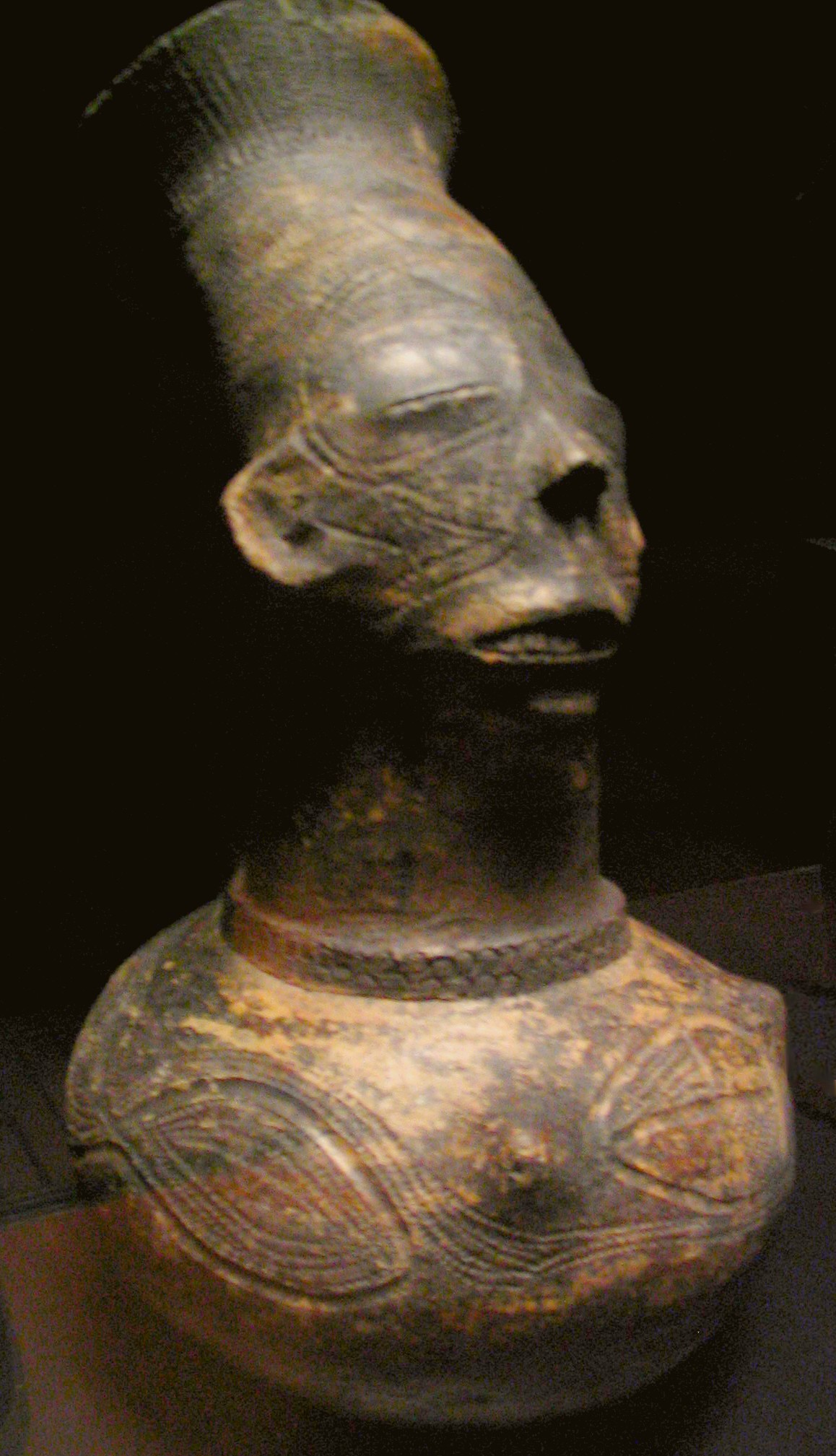
Cerámica antropomorfa, Camerún.
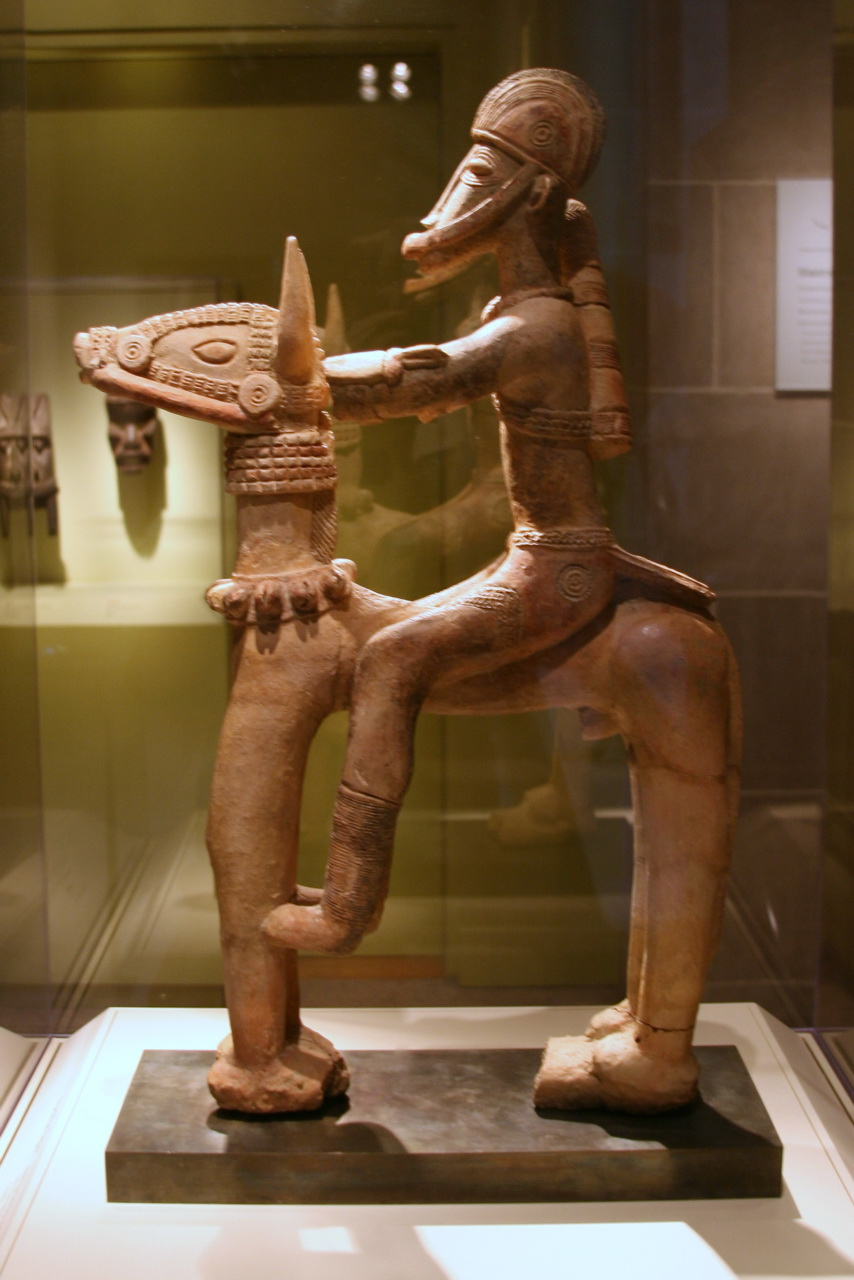
Escultura en terracota de un jefe o dignatario. (siglos XIII - XV)

## Culturas
- Cerámica egipcia
- Cultura capsiense
- Cultura Nok